# 倉島信行
倉島 信行（くらしま のぶゆき、1973年3月4日 - ）は、日本のプロレスラー。ドラディション所属。

## 経歴
国士舘大学柔道部出身。卒業後、練習生として藤波辰爾に師事し、1996年10月5日・藤波辰爾自主興行『無我』（大宮スポーツセンター）にて、シェーン・リグビー戦でデビュー。無我活動停止後は、バトラーツ、キャプチャー、みちのくプロレス、総合格闘技DEEP等の団体に参戦。2006年、ドラディション（旧・無我ワールド・プロレスリング）旗揚げと同時に参加、2007年1月に「くらしま太郎」に改名したが、現在は本名に戻している。
2014年8月23日、シアタープロレス花鳥風月主催の1HOURトーナメントで遊び人遊者アモン、ジョシュ・オブライエンを下しトーナメント優勝を果たした。
2017年3月29日、キャプチャー地下室マッチでジョシュ・オブライエンに勝利。

## 戦績

### 総合格闘技
| 総合格闘技 戦績 | 総合格闘技 戦績 | 総合格闘技 戦績 | 総合格闘技 戦績 | 総合格闘技 戦績 | 総合格闘技 戦績 | 総合格闘技 戦績 |
| --------------- | --------------- | --------------- | --------------- | --------------- | --------------- | --------------- |
| 1 試合          | (T)KO           | 一本            | 判定            | その他          | 引き分け        | 無効試合        |
| 0 勝            | 0               | 0               | 0               | 0               | 0               | 0               |
| 1 敗            | 1               | 0               | 0               | 0               | 0               | 0               |

| 勝敗 | 対戦相手 | 試合結果   | 大会名           | 開催年月日     |
| ×    | 石井淳   | 2R 0:30 KO | DEEP 17th IMPACT | 2004年12月18日 |